# Joseph Tixeront
Louis-Joseph Tixeront, né le 19 mars 1856 à Ennezat et mort le 3 septembre 1925 à Lyon est un prêtre Sulpicien et théologien français.

## Biographie
Dernier d'une famille de trois enfants, Louis-Joseph Tixeront est le fils d'un notaire originaire de Bromont-Lamothe installé à Ennezat. Il fait tout d'abord ses études au collège de Billom à partir de mars 1864. Après l'obtention de son baccalauréat de rhétorique, il entre en octobre 1873 au grand séminaire de Montferrand, séminaire dirigé par les Sulpiciens jusqu'en 1878, date à laquelle il se rend à Paris pour sa dernière année de séminaire et pour y suivre des cours à la Faculté de Théologie. Il a alors comme professeur Louis Duchesne. Il est ordonné prêtre en 1879. Envoyé à Lyon, il enseigne au séminaire d'Alix de 1881 à 1884 puis au séminaire de théologie jusqu'en 1889, date à laquelle il est alors professeur à la Faculté catholique de théologie de Lyon, faculté dont il devient le doyen en 1902 et le restera jusqu'à sa mort en 1925.
Il obtient son doctorat en théologie à Paris en 1888. Sa thèse a pour sujet une étude critique sur les origines de l'Eglise d'Edesse et la légende d'Abgar et est dédiée à l'abbé Duchesne. Son œuvre majeure, maintes fois rééditée, est l'Histoire du dogme dans l'antiquité chrétienne en trois volumes. Elle parait alors que l’Église était traversée par la crise moderniste. Cet instrument de travail devient rapidement un classique et est traduit en anglais, en espagnol et en allemand. Son Précis de patrologie est par ailleurs le seul manuel de patrologie écrit par un français lors de cette période.

## Œuvres
- Les origines de l’Église d'Édesse et la légende d'Abgar : Étude critique suivie de deux textes orientaux inédits, Paris, Maisonneuve et Ch. Leclerc, 1888 (lire en ligne)
- Vie mondaine et vie chrétienne à la fin du IIe siècle, Vitte, 1906
- La Vie monastique en Palestine aux Ve et VIe siècles, Vitte, 1911
- Le sacrement de pénitence dans l'Antiquité chrétienne, Bloud & Gay, 1914
- Précis de patrologie, Paris, Gabalda, 1918 (lire en ligne)
- L'ordre et les ordinations : Étude de théologie historique, Paris, Gabalda, 1920 (lire en ligne)
- Mélanges de patrologie et d'histoire des dogmes, Paris, Gabalda, 1921 (lire en ligne)
- Histoire du dogme dans l'antiquité chrétienne, vol. I : La Théologie Anténicéenne, Paris, Gabalda, 1905 (lire en ligne)
- Histoire du dogme dans l'antiquité chrétienne, vol. II : De saint Athanase à saint Augustin (318-430), Paris, Gabalda, 1909 (lire en ligne)
- Histoire du dogme dans l'antiquité chrétienne, vol. III : La fin de l'age patristique (430-800), Paris, Gabalda, 1912 (lire en ligne)
  - Prix Juteau-Duvigneaux de l’Académie française en 1913